# シャロン＝シュル＝ソーヌ
シャロン＝シュル＝ソーヌ（Chalon-sur-Saône）は、フランス中央部、ブルゴーニュ＝フランシュ＝コンテ地域圏ソーヌ＝エ＝ロワール県北部にある都市である。人口は県内最大で、4万6千人あまりあるが、県庁所在地は県内第2の都市マコンにおかれている。

## 産業
周辺地域は、シャロネーズ地区と呼ばれるブルゴーニュ・ワインの産地で、ワインや農産物の集積地・積み出し港として栄えていた。現在港湾都市としての機能は廃れたが、商業は盛んである。

## 観光
- サン＝ヴァンサン大聖堂
- 都市広場

## 催し
毎年7月、4日間にわたって開かれる大道芸フェスティヴァルはよく知られている。

## 姉妹都市
- ゾーリンゲン; ドイツ連邦共和国
- ノヴァーラ; イタリア共和国
- セントヘレンズ; イギリス
- ネストヴェズ; デンマーク王国